# Хронологія далекого майбутнього

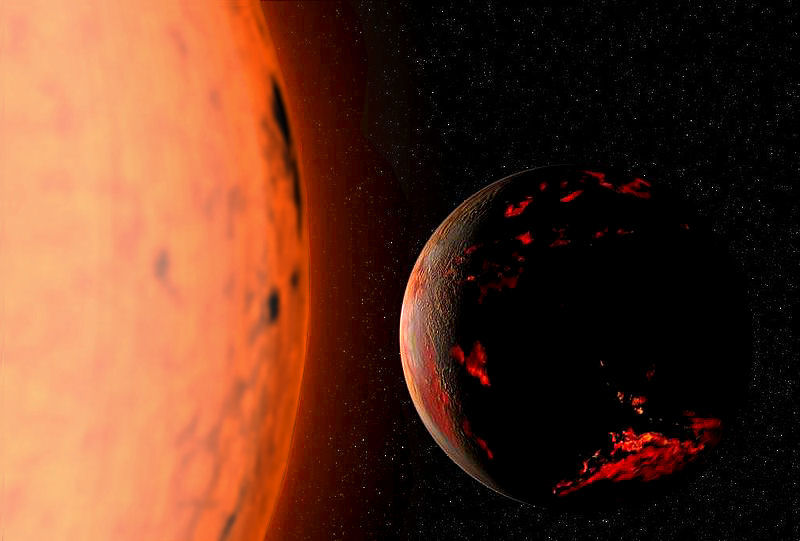
За 7 мільярдів років, після того, як Сонце вступить в стадію червоного гіганта, Земля, можливо, буде виглядати приблизно так.

Тоді як майбутнє неможливо передбачити з абсолютною точністю, сучасне наукове розуміння у різноманітних наукових дисциплінах дозволило спроєктувати розвиток подій у часі, тим самим окресливши, з більшим чи меншим відсотком імовірності, основні події, що відбудуться у найдальшому майбутньому. До таких дисциплін належать астрофізика, яка спромоглася визначити, яким чином формуються, взаємодіють, та врешті помирають планети та зорі; фізика елементарних частинок, яка допомогла визначити, як поводиться матерія у найменших масштабах; еволюційна біологія, яка дозволяє передбачити, яким чином життя еволюціонуватиме з плином часу; і, врешті, тектоніка плит, яка демонструє, як зміщуються континенти з плином тисячоліть.
Усі передбачення майбутнього Землі, Сонячної системи та самого Всесвіту, що розширюється, повинні узгоджуватись із другим законом термодинаміки, за яким ентропія, або втрата доступної енергії, необхідної для виконання роботи, повинна збільшуватися з плином часу. Поступово зорі повинні вичерпати свої запаси водневого палива, і вигоріти. Найближче розташовані один до одного об'єкти можуть викликати гравітаційне викидання планет із їхніх зоряних систем, та цілих зоряних систем із їхніх галактик. Передбачають, що зрештою й сама матерія зазн́ає радіоактивного розпаду, оскільки навіть найстабільніші речовини розпадаються на субатомні частинки. Поточні дані дозволяють припускати, що Всесвіт є плоским, а отже, він не зазн́ає Великого стискання, що мало б відбутися за певний скінченний проміжок часу, тому нескінченне майбутнє потенційно уможливлює виникнення надзвичайно малоймовірних подій та явищ, таких як формування Больцманівського мозку.
Графіки, подані тут, описують події, починаючи із, приблизно, восьми тисяч років від сьогодні, і до найдальшого майбутнього, куди тільки можна сягнути сучасною науковою думкою. Подекуди подані декілька альтернативних варіантів подій, аби покрити ті питання, які нині залишаються нерозв'язаними, зокрема питання причини, з якої людство приречене на вимирання, а також питання, чи розпадаються протони, і чи Земля зможе пережити розростання Сонця до розміру червоного гіганта.

## Позначення
|                              | Галузь науки, через яку була визначена подія |
| ---------------------------- | -------------------------------------------- |
| Астрономія та астрофізика    | Астрономія та астрофізика                    |
| Геологія і планетологія      | Геологія та планетологія                     |
| Біологія                     | Біологія                                     |
| Фізика елементарних частинок | Фізика елементарних частинок                 |
| Математика                   | Математика                                   |
| Технологія та культура       | Технологія та культура                       |

## Майбутнє Землі, Сонячної системи та Всесвіту
|                              | Років вперед                            | Подія |
| ---------------------------- | --------------------------------------- | --- |
| Геологія і планетологія      | 10 000                                  | Якщо послаблення «льодової пробки» підльодовикового басейну Вілкса має в наступні декілька століть стати загрозою для Східно-Антарктичного льодовикового щита, ця пробка потребуватиме приблизно саме стільки часу, аби розтопитись остаточно. Рівень моря підніметься на 3—4 метри. (Один із потенційних довготривалих наслідків глобального потепління. Його потрібно відокремлювати від короткотермінової загрози, яку становить танення Західно-Антарктичного льодовикового щита.) |
| Астрономія та астрофізика    | 25 000                                  | Північна марсіанська полярна шапка може зменшитись, оскільки приблизно в цей час Марс досягне піку потепління у північній півкулі внаслідок аспекту перигелійної прецесії його циклу Міланковича тривалістю у ~50 000 років. |
| Астрономія і астрофізика     | 36 000                                  | Невелика зоря, червоний карлик Росс 248, промине Землю на відстані 3,024 світлових років, ставши найближчою зорею до Сонця. Потім вона віддалятиметься впродовж 8000 років, роблячи найближчими зорями спершу знову Альфу Центавра, а потім — Глізе 445 (див. графік). |
| Геологія і планетологія      | 50 000                                  | Завершиться теперішній міжльодовиковий період (згідно з дослідженнями Бергера та Лутра), після чого Земля знову ввійде в наступний льодовиковий період теперішньої льодовикової ери, якщо не брати до уваги вплив на земний клімат антропогенного глобального потепління. Ніагарський водоспад цілковито розмиє останні 32 км до озера Ері, і таким чином припинить своє існування. Чимало льодовикових озер на Канадському щиті будуть стерті з нього в результаті гляціоізостазії та ерозії. |
| Астрономія та астрофізика    | 50 000                                  | Тривалість дня, який використовується для астрономічної хронометрії, досягне близько 86 401 секунди (SI) внаслідок того, що місячні припливи й відпливи сповільнюють обертання Землі. При сьогоднішній системі вимірювання часу, з'явиться потреба додавати до годинника одну високосну секунду кожної доби. |
| Астрономія та астрофізика    | 100 000                                 | Власний рух зірок по небесній сфері, який є результатом їхнього руху крізь галактику, зробить багато відомих сузір'їв невпізнаваними. |
| Астрономія і астрофізика     | 100 000                                 | Зоря VY Великого Пса, яка є гіпергігантом, до цього часу, найімовірніше, перетвориться на гіпернову в результаті вибуху. |
| Геологія і планетологія      | 100 000                                 | Земля постраждає від виверження супервулкана, достатньо великого, аби викинути на поверхню до 400 км3 магми. |
| Біологія                     | 100 000                                 | Місцеві північноамериканські дощові черви, такі як Megascolecidae, природним шляхом поширять свій ареал проживання на північ, крізь Верхній Середній Захід Сполучених Штатів, до канадської границі, відновлюючись після зледеніння Лаврентійського льодовикового щита (від 38° пн. ш. до 49° пн. ш.), за умови, що швидкість міграції становитиме 10 м/рік. (Проте, варто зауважити, що немісцеві інвазивні дощові черви Північної Америки вже були привнесені людьми на значно коротшому проміжку часу, спричинивши справжнє потрясіння у регіональних екосистемах.) |
| Геологія і планетологія      | 100 000+                                | Як один із довготривалих наслідків глобального потепління, 10 % антропогенного діоксиду вуглецю все ще залишатиметься в стабілізованій атмосфері. |
| Геологія і планетологія      | 250 000                                 | Лоїхі, наймолодший вулкан Гавайсько-Імператорського хребта, підніметься над поверхнею океану й стане новим вулканічним островом. |
| Астрономія та астрофізика    | 500 000                                 | Земля постраждає від удару метеорита діаметром приблизно в 1 км, за умови, що зіткнення не вдасться уникнути. |
| Геологія і планетологія      | 500 000                                 | Вкрай нерівномірний рельєф національного парку Бедлендс у Південній Дакоті цілковито вирівняється під впливом ерозії. |
| Геологія і планетологія      | 950 000                                 | Аризонський кратер, великий метеоритний кратер в Аризоні, який вважається «найсвіжішим» із цього типу кратерів на Землі, до цього часу цілковито зрівняється із рештою території під впливом ерозії. |
| Геологія і планетологія      | 1 мільйон                               | Земля постраждає від виверження супервулкана, достатньо великого, аби викинути на поверхню до 3 200 км3 магми. Таку подію можна порівняти хіба що з виверженням супервулкана Тоба 75 000 років тому. |
| Астрономія та астрофізика    | 1 мільйон                               | За приблизними оцінками, найпізніший час, до якого червоний надгігант — зоря Бетельгейзе — вибухне у наднову. Очікують, що цей вибух можна буде побачити навіть при денному світлі. |
| Астрономія та астрофізика    | 1,4 мільйона                            | Зоря Ґлізе 710 промине на відстані лише 1,1 світлового року від Сонця, після чого почне віддалятись. У результаті цього наближення може відбутися гравітаційна пертурбація, що виштовхуватиме окремі об'єкти із хмари Оорта — кільця льодяних тіл, що перебувають на орбіті на краю Сонячної системи, після чого збільшиться ймовірність кометних зіткнень у внутрішній Сонячній системі. |
| Біологія                     | 2 мільйони                              | Приблизний час, необхідний для того, аби екосистеми коралових рифів фізично відбудувались та біологічно відновились після теперішнього закислення океанів. |
| Геологія і планетологія      | 2+ мільйони                             | Великий Каньйон під впливом ерозії незначно поглибиться, але значно розшириться, аж до утворення просторої долини, що оточуватиме ріку Колорадо. |
| Астрономія та астрофізика    | 2,7 мільйона                            | Середній орбітальний період напіврозпаду сучасних Кентаврів — астероїдів, нестабільних через гравітаційну взаємодію декількох Зовнішніх планет. Див. передбачення для відомих Кентаврів. |
| Астрономія та астрофізика    | 8 мільйонів                             | Супутник Фобос наблизиться на відстань у 7 000 км від Марса. Ця відстань становить Межу Роша, на якій припливні сили розірвуть супутник на шматки і перетворять його на кільце уламків, що перебуватимуть на орбіті планети і поступово, по спіралі, наближатимуться до поверхні Марса. |
| Геологія і планетологія      | 10 мільйонів                            | Долина Східно-Африканського рифта, що розширюється, буде затоплена водами Червоного моря, а це спричинить розділення Африканського континенту та Африканської плити на новоутворені Нубійську та Сомалійську плиту. |
| Біологія                     | 10 мільйонів                            | Приблизний час, коли біорізноманіття мало б цілковито відновитися після потенційного голоценового вимирання, якби воно досягло масштабів п'яти попередніх масових вимирань. Навіть без наявності масового вимирання, до цього часу більшість теперішніх видів тварин зникнуть внаслідок фонового вимирання, поряд із поступовою еволюцією багатьох клад у нові форми. (Однак, навіть без масового вимирання, вже зараз присутня екологічна криза, яка потребуватиме мільйонів років до відновлення). |
| Астрономія та астрофізика    | 11 мільйонів                            | Кільце уламків навколо Марса впаде на його поверхню. |
| Геологія і планетологія      | 50 мільйонів                            | Розпочнеться субдукція каліфорнійського узбережжя в Алеутську западину внаслідок її руху на північ вздовж розлому Сан-Андреас. Зіткнення Африки із Євразією замкне Середземноморський басейн та створить гірський хребет на кшталт Гімалаїв. Вершини Аппалачів здебільшого будуть зруйновані ерозією, при швидкості вивітрювання у 5,7 одиниць Бубнова, хоча виразність цих гір порівняно з рештою рельєфу навпаки зросте, оскільки місцеві долини поглиблюватимуться вдвічі швидше. |
| Геологія і планетологія      | 50 — 60 мільйонів                       | Канадські скелясті гори під впливом ерозії перетворяться на рівнину, за умови, що швидкість ерозії становитиме 60 одиниць Бубнова. (Південні скелясті гори у США підлягатимуть ерозії дещо повільніше.) |
| Геологія і планетологія      | 50 — 400 мільйонів                      | Приблизний час, необхідний для того, аби Земля змогла природним чином поповнити свої запаси горючих корисних копалин. |
| Геологія і планетологія      | 80 мільйонів                            | Великий острів стане останнім із нині існуючих Гавайських островів, що потоне під хвилями. |
| Астрономія та астрофізика    | 100 мільйонів                           | Земля, найімовірніше, постраждає від удару метеорита, розмір якого можна порівняти з тим, який спричинив крейдове вимирання 65 мільйонів років тому, за умови, що його не вдасться відвернути. |
| Астрономія та астрофізика    | 100 мільйонів                           | Максимальний час життя кілець Сатурна у їхньому поточному стані. |
| Математика                   | 230 мільйонів                           | Після цього моменту стають неможливими передбачення орбіт планет через обмеження Часу Ляпунова. |
| Астрономія та астрофізика    | 240 мільйонів                           | Починаючи з її теперішнього положення, Сонячна система завершить один повний оберт навколо галактичного центру. |
| Геологія і планетологія      | 250 мільйонів                           | Всі континенти на Землі можуть об'єднатись в єдиний суперконтинент. Три потенційні варіанти розташування теперішніх континентів у новому утворенні отримали назви Амазія, Новопангея, та Пангея Ультима. |
| Геологія і планетологія      | 400—500 мільйонів                       | Суперконтинент (Пангея Ультима, Новопангея, або Амазія), найімовірніше, розколеться на кілька окремих континентів. |
| Астрономія та астрофізика    | 500—600 мільйонів                       | Ймовірний час, коли відбудеться гамма-сплеск, або вибух масивної, гіперенергетичної наднової в межах 6 500 світлових років від Землі; достатньо близько для того, аби її промені вплинули на озоновий шар Землі та потенційно спричинили масове вимирання, за умови, що вірною є гіпотеза, за якою подібний вибух спричинив Ордовицько-силурійське вимирання. Втім, щоб будь-який негативний вплив від такого вибуху став можливим, треба, аби розташування наднової було чітко зорієнтованим відносно Землі. |
| Астрономія та астрофізика    | 600 мільйонів                           | Припливне прискорення віддалить Місяць від Землі на відстань, достатню для того, аби повні сонячні затемнення перестали бути можливими на Землі. |
| Геологія і планетологія      | 600 мільйонів                           | Збільшення світності Сонця почне руйнувати карбонатно-силікатний цикл; вища світність спричинить збільшення вивітрювання поверхневих порід, яке утримує діоксид вуглецю у ґрунті у формі карбонатів. При випаровуванні води із поверхні Землі, породи затвердіватимуть, тим самим сповільнюючи та зрештою зупиняючи тектоніку плит. При відсутності вулканів, які б повторно викидали вуглець у земну атмосферу, рівень діоксиду вуглецю у ній поступово спадатиме. До цієї дати рівень діоксиду вуглецю в атмосфері спаде до точки, в якій фотосинтез C3 перестає бути можливим. Усі рослини, що використовують фотосинтез C3 (~99 відсотків усіх сучасних видів), загинуть. |
| Геологія і планетологія      | 800 мільйонів                           | Рівень діоксиду вуглецю спаде до точки, у якій фотосинтез C4 перестає бути можливим. Вільний кисень та озон зникнуть з атмосфери. Багатоклітинні форми життя вимруть. |
| Геологія і планетологія      | 1 мільярд                               | До цього часу світність Сонця збільшиться на 10 відсотків, спричинивши підвищення температури на Землі до середнього значення у ~47 °C (320 K, 116 °F). Атмосфера перетвориться на «вологий парник», результатом чого стане безперервне випаровування океанів. Резервуари води можуть бути все ще присутніми на полюсах, забезпечуючи умови для проживання найпростіших форм життя. |
| Біологія                     | 1,3 мільярда                            | Еукаріотичне життя вимре внаслідок діоксид-вуглецевого голоду. Залишаться лише прокаріоти. |
| Геологія і планетологія      | 1,5—1,6 мільярда                        | Підвищена активність Сонця відсуне назовні придатну для життя зону навколо нього. Підвищення рівня діоксиду вуглецю в атмосфері Марса підніме температуру біля його поверхні до рівня температури на Землі під час льодовикової ери. |
| Геологія і планетологія      | 2,3 мільярда                            | Зовнішнє ядро Землі застигне, якщо суб'ядро продовжить зростати із тією ж швидкістю, що й зараз — 1 мм на рік. Без рідкого зовнішнього ядра магнітне поле Землі припинить існування, а заряджені частинки, які випромінюються Сонцем, поступово спустошать земну атмосферу. |
| Геологія і планетологія      | 2,8 мільярда                            | Температура на поверхні Землі, навіть на полюсах, досягне середнього значення у ~147 °C (420 K, 296 °F). У цій точці життя, до того часу вже обмежене лише колоніями одноклітинних організмів у безладно розкиданих, ізольованих мікросередовищах на кшталт високогірних озер чи підповерхневих печер, зазнає цілковитого вимирання. |
| Астрономія та астрофізика    | 3 мільярди                              | Точка медіани, у якій відстань Місяця до Землі, що поступово й безперервно збільшується, послабить стабілізаційний ефект супутника на рівень нахилу осі обертання Землі. Як наслідок, блукання географічних полюсів Землі стане хаотичним та екстремальним. |
| Астрономія та астрофізика    | 3,3 мільярда                            | Орбіта Меркурія з ймовірністю 1 відсоток стане настільки видовженою, що він зіткнеться з Венерою, а це спричинить безлад всередині внутрішньої Сонячної системи й потенційно може призвести до планетного зіткнення з Землею. |
| Геологія і планетологія      | 3,5 мільярда                            | Умови на поверхні Землі стануть приблизно такими, які нині можна спостерігати на Венері. |
| Астрономія та астрофізика    | 3,6 мільярда                            | Супутник Нептуна Тритон підійде до планети ближче, ніж її Межа Роша, а це може призвести до його розпаду на планетарне кільце подібне до Кілець Сатурна. |
| Астрономія та астрофізика    | 4 мільярди                              | Медіанна точка, в якій галактика Андромеди зіткнулася з Чумацьким Шляхом, які згодом зіллються та утворять галактику, що отримала назву «Мілкомеда». Планети Сонячної системи, як очікується, не зазнають відносно суттєвого впливу через це зіткнення. |
| Астрономія та астрофізика    | 5 мільярдів                             | З «вигорянням» водою, Сонце залишає головну послідовність діаграми Герцшпрунга — Рассела і починає розвиватися у червоного гіганта. |
| Астрономія та астрофізика    | 7,5 мільярда                            | Земля і Марс можуть почати синхронне обертання з розширенням сонця до стадії субгіганта. |
| Астрономія та астрофізика    | 7,59 мільярда                           | Існує дуже висока ймовірність, що Земля та Місяць будуть знищені через падіння у Сонце, незадовго до того, як Сонце досягне піку своєї стадії червоного гіганта при максимальному радіусі у 256 сучасних його радіусів. Перед остаточним зіткненням Місяць, ймовірно, перетне межу Роша, після чого розколеться на дрібні уламки, що утворять кільце навколо Землі; більшість цих уламків зрештою впаде на земну поверхню. Протягом цього періоду, можливо, що «місяць» Сатурна Титан може досягти температури поверхні, необхідної для зародження та підтримки життя. |
| Астрономія та астрофізика    | 7,9 мільярда                            | Сонце сягає своєї вершини червоного гіганта за діаграмою Герцшпрунга — Рассела, досягаючи при цьому свого максимального радіусу в 256 разів більше, ніж нинішнє значення. В ході цих процесів, Меркурій, Венера, і дуже ймовірно що, Земля руйнуються. |
| Астрономія та астрофізика    | 8 мільярдів                             | Сонце перетворюється на вуглекислого білого карлика з приблизно 54,05 % своєї нинішньої маси. У ці часи, якщо Земля збережеться, температури на поверхні планети, а також інших планет, що залишаться в Сонячній системі, почнуть швидко знижуватися, тому що Сонце білого карлика буде випромінювати набагато менше енергії, ніж сьогодні. |
| Астрономія та астрофізика    | 22 мільярди                             | Кінець Всесвіту в сценарії the Великого розриву, сценарії, який передбачений моделлю темної енергії з Equation of state (cosmology). Observations of galaxy cluster speeds by the Chandra X-ray Observatory suggest that this will not occur. |
| Астрономія та астрофізика    | 50 мільярдів                            | До цього часу Земля та Місяць досягнуть синхронного обертання (за умови, що вони не будуть поглинуті Сонцем), при чому як планета так і супутник будуть обернуті одне до одного лише одним боком. Згодом припливна дія Сонця позбавить систему моменту імпульсу, тим самим спричинивши руйнацію орбіти Місяця, та прискоривши обертання Землі. |
| Астрономія та астрофізика    | 100 мільярдів                           | Розширення Всесвіту призведе до того, що всі галактики за межами Локальної групи Чумацького Шляху зникнуть за космічним світловим горизонтом, роблячи їх недоступними для спостереження |
| Астрономія та астрофізика    | 150 мільярдів                           | Космічний мікрохвильовий фон охолодиться від поточної температури ~2,7 K до 0,3 K, що зробить його виявлення неможливим за допомогою сучасних технологій. |
| Астрономія та астрофізика    | 450 мільярдів                           | Медіанна дата, коли ~47 галактик місцевої групи об'єднаються в одну велику галактику. |
| Астрономія та астрофізика    | 800 мільярдів                           | Очікуваний час, коли сумарне випромінювання світла від об'єднаної галактики Чумацького Шляху та Андромеди почне зменшуватися, коли зорі перетнуть пік світності, перетворюючись на червоних карликів. |
| Астрономія та астрофізика    | 1012 (1 трильйон)                       | Найраніша дата закінчення зореутворення в галактиках, оскільки в газових хмарах закінчиться матеріал. Розширення всесвіту, припускаючи постійну щільність темної енергії, зробить неможливим довести Великий Вибух. Проте все ще можливо буде визначити розширення Всесвіту шляхом вивчення надшвидкісних зір. |
| Астрономія та астрофізика    | 3×1013 (30 трильйонів)                  | До цього часу ймовірно відбудеться зіткнення Сонця чи зір у місцевих зоряних околицях, наслідком чого буде порушення орбіт їхніх планет або викидання планет у міжзоряний простір. |
| Астрономія та астрофізика    | 1014 (100 трильйонів)                   | Найпізніший часу завершення нормального зореутворення в галактиках. Почнеться ера Виродження, коли за відсутності вільного водню, нові зорі перестануть утворюватися, а старі гинутимуть. |
| Астрономія та астрофізика    | 1,1—1,2×1014 (110—120 трильйонів)       | Час, до якого всі зорі у Всесвіті вичерпають своє паливо. Останніми будуть маломасові червоні карлики, що мають тривалість життя приблизно 10—20 трильйонів років. Також залишаться останки зір (білі карлики, нейтронні зорі, чорні діри) та коричневі карлики. Зіткнення коричневих карликів спричинятиме появу невеликих червоних карликів. У середньому в галактиці сяятиме близько 100 зір. Зіткнення між залишками зір призведуть до виникнення наднових. |
| Астрономія та астрофізика    | 1015 (1 квадрильйон)                    | До цього часу зіткнення зір порушить орбіти всіх планет, включаючи Сонячну систему. До цього моменту Сонце охолоне до п'яти градусів вище абсолютного нуля. |
| Астрономія та астрофізика    | 1015 (1 квадрильйон)                    | Приблизний час, коли Земля може бути від'єднана від своєї орбіти навколо Сонця внаслідок зближення з іншою зорею (за умови, що вона не буде раніше поглинута Сонцем). |
| Астрономія та астрофізика    | Від 1019 до 1020 (10—100 квінтильйон)   | Розрахунковий час до викиду з галактик 90 % —99 % коричневих карликів і залишків зір унаслідок зближень між астрономічними об'єктами. |
| Астрономія та астрофізика    | Від 1019 до 1020 (10—100 квінтильйонів) | Сонце з ймовірністю 90 % —99 % буде викинуте з галактики чи потрапить у центральну надмасивну чорну діру галактики. |
| Астрономія та астрофізика    | 1020 (100 квінтильйонів)                | Приблизний час, коли Земля, внаслідок руйнування орбіти через емісію гравітаційної радіації, зіткнеться із чорним карликом, на якого перетвориться Сонце, за умови, що Земля не буде викинута зі своєї орбіти внаслідок зоряного зближення чи поглинута Сонцем на його стадії червоного карлика. |
| Астрономія та астрофізика    | 1030                                    | Приблизний час, до якого зорі, що лишилися в галактиках (1 % — 10 %), впадуть у центральну надмасивну чорну діру своїх галактик. До цього моменту в Усесвіті залишаться лише поодинокі об'єкти (залишки зір, коричневі карлики, викинуті планети, чорні діри). |
| Фізика елементарних частинок | 2×1036                                  | Найраніший час розпаду всіх нуклонів у спостережуваному Всесвіті (8,2×1033 років). |
| Фізика елементарних частинок | 3×1043                                  | Найпізніший час розпаду всіх нуклонів у спостережуваному Всесвіті припускаючи, що Великий Вибух був інфляційним і що це той самий процес, який змусив баріони переважати над антибаріонами в ранньому Всесвіті. До цього часу, якщо протони справді розпадуться, почнеться Ера чорних дір, у якій чорні діри є єдиними небесними об'єктами, що залишилися. |
| Фізика елементарних частинок | 1065                                    | Припускаючи, що протони не розпадаються, тверді об'єкти перестануть існувати внаслідок перегрупування атомів і молекул через квантове тунелювання. Вся речовина існуватиме в рідкому стані. |
| Фізика елементарних частинок | 5,8×1068                                | Приблизний час, доки чорна діра із зоряною масою в 3 сонячних маси розпадеться на субатомні частинки через випромінювання Гокінга. |
| Фізика елементарних частинок | 1,342×1099                              | Розрахунковий час до того, як центральна чорна діра S5 0014+81, станом на 2015 рік наймасивніша з відомих з масою 40 мільярдів сонячних мас, розсіється через випромінювання Гокінга, припускаючи нульовий кутовий момент (необертова чорна діра). |
| Фізика елементарних частинок | 1,7×10106                               | Приблизний час до розпаду надмасивної чорної діри з масою 20 трильйонів сонячних мас через випромінювання Гокінга. Це знаменує кінець Ери чорних дір. По її закінченню, якщо протони розпадуться, Всесвіт увійде в Темну еру, в якій усі фізичні об'єкти розпадуться на субатомні частинки, прямуючи до теплової смерті Всесвіту. |
| Фізика елементарних частинок | 10200                                   | Очікуваний крайній час розпаду всіх нуклонів у спостережуваному Всесвіті, якщо вони не відбуваються за допомогою описаного вище процесу, за допомогою будь-якого з багатьох різних механізмів, дозволених у сучасній фізиці елементарних частинок (вищий порядок незбереження баріонів, віртуальні чорні діри, сфалерон тощо) на часовому проміжку від 1046 до 10200 років. |
| [ 3 ]                        | 101500                                  | Припускаючи, що протони не розпадаються, розрахунковий час, доки вся баріонна матерія або об'єднається, утворюючи залізо-56, або розпадеться з елемента з більшою масою на залізо-56. (див. залізна зоря) |
| Фізика елементарних частинок | {\displaystyle 10^{10^{26}}}            | Найраніший час, коли всі об'єкти, що перевищують масу Планка, колапсують через квантове тунелювання в чорні діри, припускаючи відсутність розпаду протона або віртуальних чорних дір. До цього часу навіть надстабільні залізні зорі зруйнуються подіями квантового тунелювання. Перші залізні зорі достатньої маси колапсують у нейтронні зорі. Згодом нейтронні зорі та будь-які залізні зорі, що залишилися, колапсують через тунелювання в чорні діри. Подальше випаровування кожної чорної діри на субатомні частинки відбудеться до дати в 10100 років. |
| Фізика елементарних частинок | {\displaystyle 10^{10^{50}}}            | Розрахунковий час появи мозку Больцмана у вакуумі через спонтанне зменшення ентропії. |
| Фізика елементарних частинок | {\displaystyle 10^{10^{56}}}            | Приблизний час випадкових квантових флуктуацій для спричинення нового Великого вибуху. |
| Фізика елементарних частинок | {\displaystyle 10^{10^{76}}}            | Найпізніший час до колапсу всієї матерії в чорні діри, припускаючи відсутність розпаду протона або віртуальних чорних дір, які потім випаровуються на субатомні частинки. |
| Фізика елементарних частинок | {\displaystyle 10^{10^{120}}}           | Найпізніший час, до якого Всесвіт досягає свого теплової смерті, навіть за наявності хибного вакууму. |

## Майбутнє людства
|                           | Років вперед        | Подія |
| ------------------------- | ------------------- | --- |
| Технологія та культура    | 10 000              | Найімовірніший приблизний час життя технологічної цивілізації, відповідно до оригінального формулювання рівняння Дрейка, автором якого є Френк Дрейк. |
| Біологія                  | 10 000              | Якщо тенденція до глобалізації призведе до панміксії, генетична варіація людей перестане бути чітко розподіленою за регіонами, оскільки ефективний розмір популяції дорівнюватиме дійсному розміру популяції. (Це не спричинить гомогенності, оскільки рідкісні риси збережуться: скажімо, ген білявого волосся не зникне, а, радше, рівномірно розподілиться по всьому світі.) |
| Математика                | 10 000              | До цієї дати людство може вимерти, за однією з версій суперечливої теореми Судного дня, автором якої є Брендон Картер. За цією версією, половина людей, які будь-коли населятимуть землю, вже, найімовірніше, була народжена. |
| Технологія та культура    | 20 000              | Відповідно до глоттохронологічної лінгвістичної моделі авторства Морріса Сводеша, майбутні мови мають зберегти лише 1/100 їхнього «базового словникового запасу» — одне із сотні слів зі списку Сводеша, порівняно з їхніми поточними варіантами. |
| Геологія і планетологія   | 100 000+            | Час, необхідний для тераформування Марса, наповнення його атмосферою, багатою на кисень, та придатною для дихання, за допомогою лише рослин із сонячною ефективністю, яку можна порівняти з ефективністю біосфери, присутньої зараз на Землі. |
| Технологія та культура    | 100 000 — 1 мільйон | Найкоротший термін, за який людство змогло б колонізувати галактику розміром у 100 000 світлових років, і спромоглося б опанувати всю доступну енергію галактики, за умови, що швидкість пересування космічних апаратів на той час досягне 0,1c або й більше. |
| Біологія                  | 2 мільйони          | Хребетні види, відокремлені протягом настільки тривалого часу, загалом зазнають алопатрійного видоутворення. Еволюційний біолог Джеймс Валентайн передбачив, що якщо б людство протягом настільки тривалого часу було розпорошене по генетично ізольованих космічних колоніях, наша галактика містила б еволюційну радіацію численних видів людей із «різноманіттям форм та адаптацією, які б нас приголомшили». (Це мав би бути природний процес ізольованих популяцій, не пов'язаний із потенційними технологіями цілеспрямованого генетичного вдосконалення.) |
| Математика                | 7,8 мільйона        | Існує ймовірність у 95 %, що до цієї дати людство зазнає вимирання, згідно з формулюванням суперечливої теореми Судного дня авторства Джона Річарда Ґотта, згідно з якою, ми вже, ймовірно, прожили половину тривалості людської історії. |
| Технологія та культура    | 5 — 50 мільйонів    | Найкоротший час, за який можна було б колонізувати всю галактику використовуючи лише технологію в межах сучасних досягнень науки. |
| Технологія та культура    | 100 мільйонів       | Максимальний приблизний час життя технологічної цивілізації, відповідно до оригінального формулювання рівняння Дрейка, автором якого є Френк Дрейк. |
| Астрономія та астрофізика | 1 мільярд           | Приблизний час, за який астроінженерний проєкт зможе змінити земну орбіту, тим самим компенсуючи підвищення яскравості Сонця та пов'язане з ним зміщення зони, придатної для життя, що можна здійснити шляхом повторюваної гравітаційної підтримки астороїдів. |

## Космічні апарати та дослідження космосу
На поточний момент п'ять космічних апаратів («Вояджер-1» і «Вояджер-2», «Піонер-10» і «Піонер-11», а також New Horizons) перебувають на траєкторіях, що виведуть їх за межі Сонячної системи у міжзоряний простір. Якщо не брати до уваги малоймовірне зіткнення з іншим тілом, ці космічні апарати мали б існувати нескінченну кількість часу.
|                           | Років вперед          | Подія |
| ------------------------- | --------------------- | --- |
| Астрономія та астрофізика | 10 000                | «Піонер-10» пролітає на відстані 3,8 світлових років від Зорі Барнарда. |
| Астрономія та астрофізика | 25 000                | Послання Аресібо — зібрання даних, відіслане у вигляді радіосигналу 16 листопада 1974 року, досягає свого пункту призначення — кулястого скупчення Геркулеса. Це — єдине міжзоряне радіопослання, відіслане до настільки віддаленого регіону нашої галактики. На момент, коли повідомлення дістанеться туди, позиція скупчення в галактиці зміститься на 24 світлових роки, але, оскільки діаметр скупчення становить 168 світлових років, повідомлення все одно досягне своєї цілі. |
| Астрономія та астрофізика | 32 000                | «Піонер-10» пролітає на відстані 3 світлових років від Росс 248. |
| Астрономія та астрофізика | 40 000                | «Вояджер-1» пролітає на відстані 1,6 світлових років від Глізе 445 — зорі із сузір'я Жирафи. |
| Астрономія та астрофізика | 50 000                | Космічна капсула часу KEO, якщо вона буде запущена, повернеться в земну атмосферу. |
| Астрономія та астрофізика | 296 000               | «Вояджер-2» пролітає на відстані 4,3 світлових років від Сіріуса — найяскравішої зорі на нічному небі. |
| Астрономія та астрофізика | 800 000 — 8 мільйонів | Приблизний час життя двох пластинок «Піонера», перед тим як інформація, що зберігається на них, стане непридатною до відтворення. |
| Астрономія та астрофізика | 2 мільйони            | «Піонер-10» пролітає поблизу яскравої зорі Альдебаран. |
| Астрономія та астрофізика | 4 мільйони            | «Піонер-11» пролітає поблизу однієї з зірок сузір'я Орла. |
| Астрономія та астрофізика | 8 мільйонів           | Орбіти штучних супутників LAGEOS зруйнуються, внаслідок чого вони впадуть у земну атмосферу, несучи з собою повідомлення для будь-яких майбутніх нащадків людства, а також карту континентів, якими вони мали б бути на той час. |
| Астрономія та астрофізика | 1 мільярд             | Приблизний час життя двох золотих дисків «Вояджера», перед тим, як інформація, що зберігається на них, стане непридатною до відтворення. |

## Технологічні проєкти
|                        | Років вперед | Подія |
| ---------------------- | ------------ | --- |
| Технологія та культура | 10 000       | Передбачувана тривалість життя декількох поточних проєктів безприбуткової організації Long Now Foundation, до яких належать 10 000-річний годинник, відомий як годинник «Long Now», а також проєкти «Розетта» та «Long bet». Приблизна тривалість життя аналогового диска HD-Rosetta — носій інформації на нікелевій пластині, запис на який виконується за допомогою фокусованого пучка іонів. Ця технологія була розроблена в Лос-Амоській національній лабораторії та пізніше комерціалізована. (Проєкт «Розетта» використовує цю технологію та отримав свою назву саме від неї)The Rosetta Project is named after and uses this technology.) |
| Технологія та культура | 100 000+     | Приблизна тривалість життя «Пам'яті людства» (англ. Memory of Mankind, MOM) — сховища типу self storage в соляній шахті в Гальштаті, Австрія, де інформація зберігається на глиняно-керамічних виробах у формі табличок. |
| Технологія та культура | 1 мільйон    | Запланована тривалість життя проєкту «Human Document Project», що розробляється в Університеті Твенте в Нідерландах. |
| Технологія та культура | 1 мільйон    | Приблизна тривалість життя «кристала пам'яті Супермена» — сховища даних, у якому дані зберігаються в наноструктурах у склі, на які інформація наноситься фемтосекундним лазером. Ця технологія була розроблена в Саутгемптонському університеті. |
| Технологія та культура | 1 мільярд    | Приблизна тривалість життя пристрою зберігання інформації, що працює на основі наночовника. У цій технології наночастинки заліза переміщуються, як молекулярні перемикачі, крізь вуглецеві нанотрубки. Дана технологія була розроблена в Університеті Каліфорнії у Берклі. |

## Продукти діяльності людей
|                         | Років вперед  | Подія |
| ----------------------- | ------------- | --- |
| Геологія і планетологія | 50 000        | Приблизний термін вичерпання запасів тетрафториду вуглецю в атмосфері — парникового газу із найтривалішим часом життя. |
| Геологія і планетологія | 1 мільйон     | Сучасні скляні об'єкти у довкіллі розкладуться. Різноманітні пам'ятники, створені з надтвердого граніту, внаслідок ерозії зруйнуються на один метр при помірному кліматі та за швидкості ерозії в 1 одиницю Бубнова (1 мм / 1000 років, або ~1 дюйм / 10 000 років). Без належного догляду, піраміда Хеопса у Гізі зруйнується до невпізнання. До цього часу «один маленький крок» — слід Ніла Армстронга на Базі Спокою на Місяці — цілковито зруйнується, на ряду зі слідами, залишеними усіма дванадцятьма відвідувачами Місяця з місії «Аполлон», як наслідок сукупного впливу космічного вивітрювання (звичайні ерозійні процеси, такі як ті, що спостерігаються на Землі, на Місяці відсутні через майже цілковитий брак атмосфери). |
| Геологія і планетологія | 7,2 мільйона  | Без належного догляду, Гора Рашмор зруйнується до невпізнання. |
| Геологія і планетологія | 100 мільйонів | Майбутні археологи мали б бути спроможні віднайти та ідентифікувати «міський пласт» із рештками великих прибережних міст, що проявлятимуться в основному як залишки підземної інфраструктури цих міст — такі як фундаменти будівель та різні технічні тунелі. |

## Астрономічні події
Вкрай рідкісні астрономічні події розпочнуться приблизно в 11-му тисячолітті н. е. (рік 10 001).
|                           | Дата / Років вперед           | Подія |
| ------------------------- | ----------------------------- | --- |
| Астрономія та астрофізика | 20 серпня 10 663 року         | Одночасне повне затемнення Сонця та проходження Меркурія. |
| Астрономія та астрофізика | 10 720 рік                    | Планети Меркурій та Венера перетнуть екліптику в один і той же час. |
| Астрономія та астрофізика | 25 серпня 11 268 року         | Одночасне повне затемнення Сонця та проходження Меркурія. |
| Астрономія та астрофізика | 28 лютого 11 575 року         | Одночасне кільцеподібне затемнення Сонця та проходження Меркурія. |
| Астрономія та астрофізика | 17 вересня 13 425 року        | Майже одночасне проходження Венери та Меркурія. |
| Астрономія та астрофізика | 13 727 рік                    | Осьова прецесія Землі зробить Вегу північною поляриссимою. |
| Астрономія та астрофізика | 13 000 років                  | До цього часу, пройшовши половину циклу прецесії, нахил осі обертання Землі буде перевернутим, внаслідок чого літо та зима стануть явищами, що виникають на протилежних сторонах земної орбіти. Це означає, що пори року в північній півкулі, яка зазнає значно більш виражених сезонних варіацій через наявність тут значного відсотка суші, стануть ще екстремальнішими, оскільки північна півкуля опиниться з сонячного боку, коли Земля перебуватиме в перигелії, та буде спрямована у напрямку від Сонця, коли Земля перебуватиме в афелії. |
| Астрономія та астрофізика | 5 квітня 15 232 року          | Одночасне повне сонячне затемнення та проходження Венери. |
| Астрономія та астрофізика | 20 квітня 15 790 року         | Одночасне кільцеподібне сонячне затемнення та проходження Меркурія. |
| Астрономія та астрофізика | 14 000—17 000 років           | Земна осьова прецесія зробить Канопус південною поляриссимою, однак вона буде розташована лише за 10° від південного небесного полюса. |
| Астрономія та астрофізика | 20 346 рік                    | Тубан буде північною поляриссимою. |
| Астрономія та астрофізика | 27 800 рік                    | Полярна зоря знову стане північною поляриссимою. |
| Астрономія та астрофізика | 27 000 років                  | Ексцентриситет земної орбіти досягне свого мінімуму — 0,00236 (зараз ексцентриситет становить 0,01671). |
| Астрономія та астрофізика | Жовтень 38 172 року           | Проходження Урана, видиме з Нептуна — найбільш рідкісне з усіх планетних проходжень. |
| Астрономія та астрофізика | 67 173 рік                    | Планети Меркурій та Венера перетнуть екліптику в один і той же час. |
| Астрономія та астрофізика | 26 липня 69 163 року          | Одночасне проходження Венери та Меркурія. |
| Астрономія та астрофізика | 70 000                        | Комета Х'якутаке повертається до внутрішньої Сонячної системи після подорожі по власній орбіті до свого афелію, розташованого за 3410 а. о. від Сонця. |
| Астрономія та астрофізика | 27 та 28 березня 224 508 року | Послідовно відбудеться проходження Венери, а потім Меркурія перед диском Сонця. |
| Астрономія та астрофізика | 571 741 рік                   | Одночасне проходження Венери та Землі, видиме з Марса. |
| Астрономія та астрофізика | 6 мільйонів                   | C/1999 F1 (Каталіна), одна з комет із найдовшим періодом з усіх відомих, повертається до внутрішньої Сонячної системи після подорожі по власній орбіті до свого афелію, розташованого на відстані 66 600 а. о. (1,05 світлових років) від Сонця. |

## Календарні передбачення
|                           | Років вперед          | Подія                 | Подія |
| ------------------------- | --------------------- | --------------------- | --- |
| Астрономія та астрофізика | 10 000                | —                     | Розсинхронізація григоріанського календаря з позицією Сонця на небі становитиме приблизно десять днів.                                                                                     |
| Астрономія та астрофізика | 10866 років, 327 днів | 10 червня 12 892 року | У єврейському календарі, як наслідок поступового відхилення від дійсного сонячного року, Песах припаде на північне літнє сонцестояння (а мало б припадати ближче до весняного рівнодення). |
| Астрономія та астрофізика | 18848 років, 166 днів | 20 874 рік            | Місячний мусульманський календар та сонячний григоріанський календар матимуть однаковий номер року. Після цього, дещо коротший мусульманський календар повільно пережене григоріанського.  |
| Астрономія та астрофізика | 25 000                | —                     | Розсинхронізація Табличного мусульманського календаря із фазою Місяця становитиме приблизно 10 днів.                                                                                       |
| Астрономія та астрофізика | 46875 років, 225 днів | 1 березня 48 901 року | Різниця між юліанським календарем (365,25 днів) та григоріанським (365,2425 днів) становитиме один рік.                                                                                    |

## Ядерна енергія
|                              | Років вперед  | Подія |
| ---------------------------- | ------------- | --- |
| Фізика елементарних частинок | 10 000        | Waste Isolation Pilot Plant — сховище ядерних відходів, що утворюються при виробництві ядерної зброї, — планують утримувати під захистом до цього часу, із розробленою системою «перманентних маркерів», які через кілька мов (шість мов ООН та мова Навахо) та за допомогою піктограм попереджатимуть відвідувачів про небезпеку. (Оперативна група з протидії людському втручанню забезпечила теоретичні підоснови для планів США щодо майбутньої ядерної семіотики.) Сховище ядерних відходів Юкка-Маунтін, згідно з постановою Управління з охорони довкілля США, аж до цього часу повинно утримувати щорічний ліміт дози у 15 міліберів. |
| Фізика елементарних частинок | 20 000        | Чорнобильська зона відчуження — територія у 2600 км2 в Україні та Білорусі, що була покинута населенням внаслідок Чорнобильської катастрофи 1986 року, стане безпечною для життя людей. |
| Геологія і планетологія      | 30 000        | Приблизний час вичерпання запасів для реактора-розмножувача, що працює на основі поділу, та використовує відомі ресурси при поточному рівні споживання енергії у світі. |
| Геологія і планетологія      | 60 000        | Приблизний час вичерпання запасів для легководного реактора, що працює на основі поділу, при поточному рівні споживання енергії у світі та за умови, що з морської води вдасться видобути уран. |
| Фізика елементарних частинок | 211 000       | Період напіврозпаду технецію-99 — найважливішого продукту поділу ядра із тривалим часом життя, що присутній в уранових ядерних відходах. |
| Фізика елементарних частинок | 1 мільйон     | Сховище ядерних відходів Юкка-Маунтін, згідно з постановою Управління з охорони довкілля США, аж до цього часу повинно утримувати щорічний ліміт дози у 100 міліберів. |
| Фізика елементарних частинок | 15,7 мільйона | Період напіврозпаду йоду-129 — найвитривалішого з продуктів поділу ядра із тривалим часом життя, що присутній в уранових ядерних відходах. |
| Геологія і планетологія      | 60 мільйонів  | Приблизний час вичерпання запасів термоядерної енергії, якщо вдасться видобути весь літій з морської води, при поточному споживанні енергії у світі. |
| Геологія і планетологія      | 150 мільярдів | Приблизний час вичерпання запасів термоядерної енергії, якщо вдасться видобути весь дейтерій з морської води, при поточному споживанні енергії у світі. |

## Графічні хронології
Графічні і логометричні часові шкали подій можна побачити тут:
- Графічна хронологія Великого вибуху (до перших 100 мільйонів років)
- Графічна хронологія Всесвіту (до 8 мільярдів років від сучасності)
- Графічна хронологія від Великого вибуху до теплової смерті (до 101000 років від сучасності)